# 5290 Langevin
5290 Langevin este un asteroid din centura principală, descoperit pe 30 iulie 1990, de Henry Holt.